# 506
506（五百六、ごひゃくろく）は自然数、また整数において、505の次で507の前の数である。

## 性質
- 506は合成数であり、約数は 1, 2, 11, 22, 23, 46, 253, 506 である。 
  - 約数の和は864。
- 506 = 12 + 22 + 32 + 42 + 52 + 62 + 72 + 82 + 92 + 102 + 112
  - 11番目の四角錐数である。1つ前は385、次は650。
  - 11連続自然数の平方和で表せる最小の数である。ただし整数の範囲だと1つ前は385、次は649。
    - 02 を加えて12連続平方和で表せる最小の数である。次は650。(ただし負の数を含めると1つ前は386)
- 62番目の楔数である。1つ前は498、次は518。
  - 楔数がハーシャッド数になる19番目の数である。1つ前は465、次は518。
- 130番目のハーシャッド数である。1つ前は504、次は510。
  - 11を基とする4番目のハーシャッド数である。1つ前は407、次は605。
- 506 = 22 × 23
  - 22番目の矩形数である。1つ前は462、次は552。
  - 506 = 221 + 222 = 232 − 231
    - 22の自然数乗の和とみたとき1つ前は22、次は11154。

  - 506 = 2 + 4 + 6 + 8 + 10 + 12 + 14 + 16 + 18 + 20 + … + 40 + 42 + 44
- 1/506 = 0.00197628458498023715415… (下線部は循環節で長さは22)
  - 逆数が循環小数になる数で循環節が22になる20番目の数である。1つ前は484、次は552。
- 各位の和が11になる45番目の数である。1つ前は470、次は515。
- 3つの平方数の和7通りで表せる5番目の数である。1つ前は494、次は509。(オンライン整数列大辞典の数列 A025327)
- 異なる3つの平方数の和7通りで表せる4番目の数である。1つ前は494、次は509。(オンライン整数列大辞典の数列 A025345)
- n = 506 のとき n と n + 1 を並べた数を作ると素数になる。n と n + 1 を並べた数が素数になる64番目の数である。1つ前は500、次は516。(オンライン整数列大辞典の数列 A030457)

## その他 506 に関連すること
- 506i
- 506SH
- ST-506
- Z.506 (航空機)